# Thiago Gomes (remador)
Thiago Gomes (Rio de Janeiro, 11 de janeiro de 1979) é um remador brasileiro.
Depois de encerrar a carreira de atleta, continua remando. Trabalha com esportes náuticos para pessoas sedentárias.

## Trajetória esportiva
Praticava natação quando criança, mas devido a uma lesão no tímpano, passou a remar. Aos 18 anos, fez sua primeira viagem internacional à Bélgica, e tornou-se campeão.
Treinava no Club de Regatas Vasco da Gama quando participou dos Jogos Pan-Americanos de 1999 em Winnipeg.
Depois de um acidente de moto ocorrido em 2001, em que sofreu traumatismo craniano, recuperou-se e voltou a treinar com seu então parceiro José Carlos Sobral Júnior, e foram aos Jogos Pan-Americanos de 2003 em Santo Domingo, onde conquistaram a medalha de prata.
Participou dos Jogos Olímpicos de Verão de 2004 em Atenas, competindo no duplo skiff leve junto a José Sobral Júnior, mas foram pior do que imaginavam, pois esperavam chegar à final B, ficando entre os doze melhores do mundo, mas não conseguiram nem mesmo alcançar a final C, ficando em 19º lugar.
Em 2007 participou dos Jogos Pan-Americanos do Rio de Janeiro, mais uma vez junto com Sobral.
Participou dos Jogos Olímpicos de Verão de 2008 em Pequim, dessa vez competindo com Thiago Almeida no duplo skiff leve, ficando com a 17ª colocação ao chegarem em quinto lugar na final C que disputaram.
Integrou a delegação nacional que disputou os Jogos Pan-Americanos de 2011 em Guadalajara, no México.